# Netto (Frankreich)

Logo von Netto seit 2019

Netto ist ein französischer Discounter, der zur Gruppe Les Mousquetaires gehört. Seit 2008 positioniert sich die Kette als sogenannter Soft-Discounter und bietet somit auch einen Großteil an Markenartikel an. Die Filialen sind in der Regel zwischen 850 m² und 1000 m² groß und führen mehr als 4000 Artikel, vor allem Lebensmittel.

## Geschichte

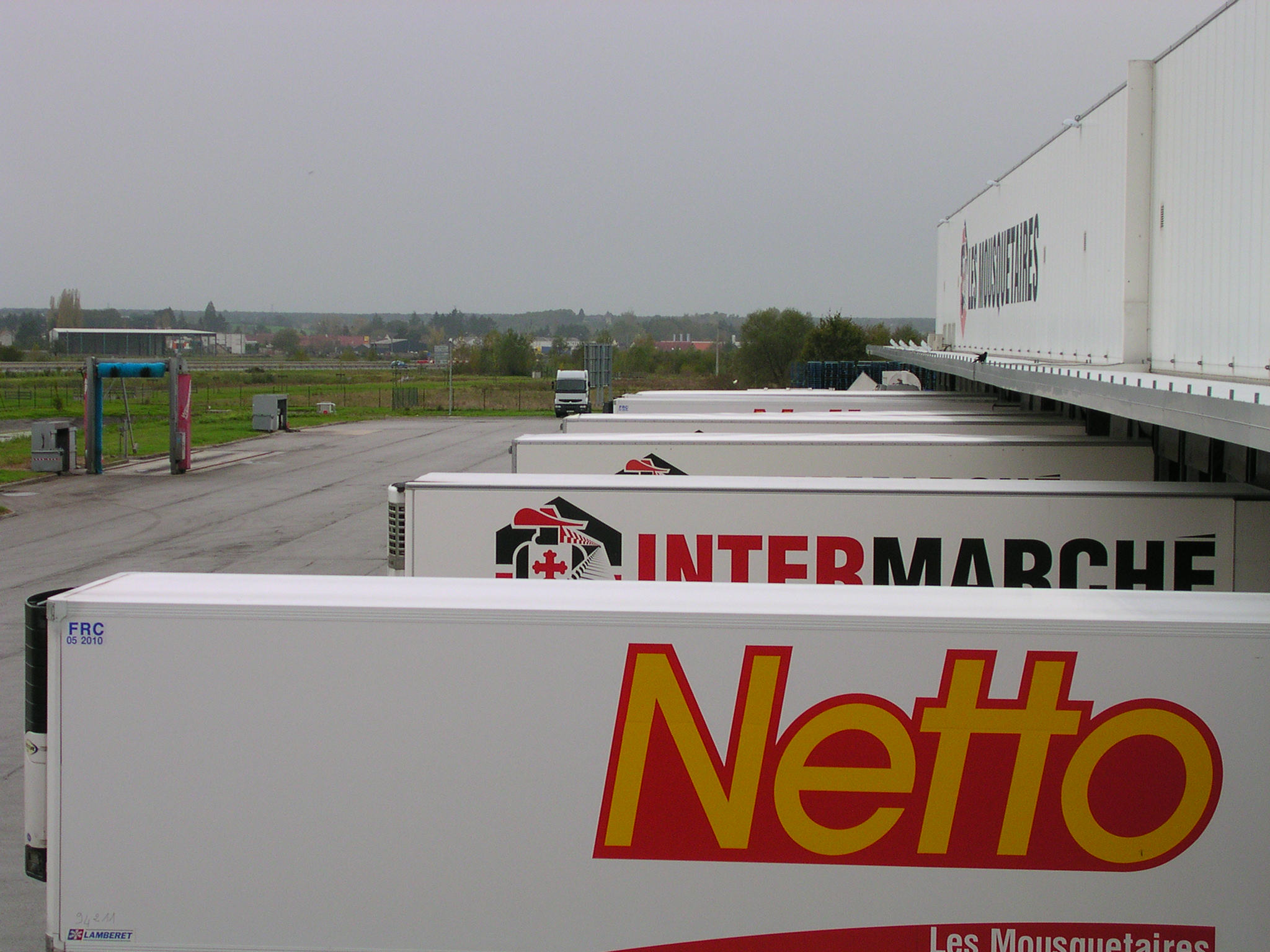
Regionales Logistiklager von Les Mousquetaires im Jahr 2006. Im Vordergrund ist ein LKW-Anhänger von Netto mit dem damaligen Logo zu erkennen.

Die Ursprünge reichen bis ins Jahr 1991 zurück. Les Mousquetaires gründete in diesem Jahr die Vertriebssparte Comptoir des Marchandises (dt.: Warentheke), die Märkte unter dem Kürzel CDM eröffnete. 2001 wurde das Konzept von Netto Marken-Discount, zum damaligen Zeitpunkt Tochter der Spar AG, die damals wiederum zu Les Mousquetaires gehörte, importiert, die Märkte auf Netto umgeflaggt. Die Märkte, wovon 213 der 220 im Juni 2001 bestehenden Filialen zum 6. Juni 2001 umgeflaggt wurden, waren als Hard-Discounter positioniert. So waren vor allem Eigenmarkenartikel in den Regalen zu finden. Als erster Markt war der Standort in Crépy-en-Valois umgestaltet worden. Im November 2004 war man an 310 Standorte in Frankreich vertreten. Das Geschäftsjahr 2005 konnte man mit einem Umsatz von 950 Millionen Euro abschließen, man belegte landesweit Platz fünf unter den Hard-Discountern. Mit der Eröffnung der 400. Filiale in Anglet am 25. September 2006 konnte ein Meilenstein erreicht werden. 2008 wurde das Konzept von Netto überarbeitet, seither präsentiert man sich als Soft-Discounter. Neben Eigenmarkenartikel wurden mehr Markenartikel ins Sortiment aufgenommen. Ein Jahr später wurde die Eigenmarke Netto initiiert. Der Umsatz für das Geschäftsjahr 2010 ließ sich auf 1,2 Milliarden Euro beziffern, Ende Dezember des Folgejahres bestanden 350 Filialen. Ein erneuertes Konzept wurde 2019 vorgestellt. Das POP-Konzept (Abkürzung für prix, optimisme, plaisir; dt.: Preis, Optimismus, Vergnügen) soll Elemente von Supermarkt und Discounter verbinden, das Frische-Sortimente hervorheben. Im Mai 2022 waren bereits 109 der damals bestehenden 302 Filialen auf das neue Konzept umgestellt. Innerhalb von fünf Jahren ist die Expansion auf 500 Filialen angestrebt. Die gleichnamige Eigenmarke zählte im Juni 2022 2500 Artikel. Eigenmarkenartikel machen lt. Netto 85 Prozent des gesamten Warenangebots aus.

### Netto in Portugal
Die portugiesische Tochtergesellschaft von Les Mousquetaires, Os Mosqueteiros betrieb ab Sommer 2006 ebenfalls Filialen unter dem Namen Netto. Der erste Standort wurde am 12. August 2006 in Lagoa eröffnet. Er wies eine Verkaufsfläche von 500 m² auf und bot 1300 Artikel an. Als weitere Standorte sollten im September 2006 je ein Markt in Carregado und Setúbal folgen. Am 3. Juni 2008 gab Os Mosqueteiros das Netto-Konzept nicht weiterzuführen, drei der vier bestehenden Standorte wurden auf Intermarché umgeflaggt, eine Filiale verkauft.